# Lillebil Ibsen
Lillebil Ibsen, ursprungligen Sofie Parelius Monrad-Krohn, född 6 augusti 1899 i Østre Aker i Norge, död 22 augusti 1989, var en norsk skådespelare. Hon var från 1918 gift med regissören Tancred Ibsen. 
Lillebil Christensen (som hon kallade sig före giftermålet med Ibsen) var elev till modern, Gyda Christensen och till Emilie Walbom, senare även till Michail Fokin. Hon debuterade 1911 och företog därefter såväl ensam som med egen trupp turnéer i Tyskland, Storbritannien och USA. Åren 1915–1918 var hon anställd hos Max Reinhardt och gästade tillsammans med honom Stockholm 1917, där hon hade stor framgång i Miraklet.
1957 gjorde hon en pregnant rolltolkning i Arne Mattssons Mannekäng i rött.
Hon avled den 22 augusti 1989 i Oslo.

## Filmografi (urval)
- 1919 – Sången om den eldröda blomman
- 1922 – Pan
- 1931 – Lika inför lagen
- 1933 – Op med hodet!
- 1955 – Arthurs forbrytelse
- 1958 – Mannekäng i rött

## Teater

### Roller (ej komplett)
| År   | Roll               | Produktion                                                             | Regi                     | Teater                                          |
| ---- | ------------------ | ---------------------------------------------------------------------- | ------------------------ | ----------------------------------------------- |
| 1931 | Hanna Glawari      | Glada änkan (Die lustige Witwe) Franz Lehár, Victor Léon och Leo Stein | Gösta Ekman Per Lindberg | Konserthusteatern (ersättare för Zarah Leander) |
| 1932 | Josepha Vogelhuber | Värdshuset Vita hästen (Im weißen Rößl) Hans Müller och Ralph Benatzky | A.W. Sandberg            | Vasateatern                                     |